# Víctor Estrada
Víctor Estrada, né le  28 octobre 1971 à Matamoros est un taekwondoïste mexicain. Il a obtenu la médaille de bronze lors des Jeux olympiques d'été de 2000 dans la catégorie des moins de 80 kg, en 2004, il termine cinquième . Il est également vice-champion du monde en 1993.

## Palmarès
- Médaille de bronze aux Jeux olympiques d'été de 2000 à Sydney
- Médaille d'argent aux Championnats du monde en 1993